# Bundesliga 2013-14 (Austria)
La temporada 2013-14 fue la 102a Bundesliga de Austria, la máxima división del fútbol profesional de ese país. El campeonato comenzó el 20 de julio de 2013 y finalizó el 12 de mayo de 2014. El campeón defensor es el Austria Viena.

## Formato
Los diez equipos participantes jugarán entre sí todos contra todos cuatro veces totalizando 36 partidos cada uno, al término de la fecha 36 el primer clasificado se coronó campeón y obtuvo un cupo para la tercera ronda de la Liga de Campeones 2014-15, el segundo clasificado obtuvo un cupo para la ronda de play-off de la Liga Europa 2014-15, mientras que el tercer clasificado obtuvo un cupo para la Segunda ronda; por otro lado el último clasificado descendió a la Primera Liga de Austria 2014-15.
Un tercer cupo para la tercera ronda de la Liga Europa 2014-15 fue asignado al campeón de la Copa de Austria.

## Ascensos y descensos
Mattersburg descendió a la segunda división luego de terminar último en la temporada 2012-13. A los nueve equipos restantes se les sumará el Grödig, equipo que se coronó campeón de la temporada 2012-13 de la Primera Liga de Austria.
| Pos. | Descendido de la Bundesliga (Austria) 2012-13 |
| ---- | --------------------------------------------- |
| 10.º | Mattersburg                                   |

| Pos. | Ascendido de la Erste Liga 2012-13 |
| ---- | ---------------------------------- |
| 1.º  | Grödig                             |

## Equipos y estadios
| Equipo            | Ubicación        | Estadio                 | Capacidad |
| ----------------- | ---------------- | ----------------------- | --------- |
| Admira            | Maria Enzersdorf | Trenkwalder Arena       | 12.000    |
| Austria Viena     | Vienna           | Estadio Franz Horr      | 14.100    |
| Grödig            | Grödig           | Untersberg-Arena        | 2.955     |
| Rapid Viena       | Viena            | Estadio Gerhard Hanappi | 18.500    |
| Red Bull Salzburg | Wals-Siezenheim  | Red Bull Arena          | 31.800    |
| Ried              | Ried im Innkreis | Keine Sorgen Arena      | 7.680     |
| Sturm Graz        | Graz             | UPC-Arena               | 15.400    |
| Wacker Innsbruck  | Innsbruck        | Tivoli-Neu              | 17.400    |
| Wiener Neustadt   | Wiener Neustadt  | Estadio Wiener Neustadt | 7.500     |
| Wolfsberg         | Wolfsberg        | Lavanttal-Arena         | 8.000     |

## Tabla de posiciones
| Pos. | Equipo                | Pts. | PJ | G  | E  | P  | GF  | GC | Dif. | Clasificación y descenso 2014-15              |
| ---- | --------------------- | ---- | -- | -- | -- | -- | --- | -- | ---- | --------------------------------------------- |
| 1    | Red Bull Salzburg (C) | 80   | 36 | 25 | 5  | 6  | 110 | 35 | +75  | Tercera ronda de la Liga de Campeones         |
| 2    | Rapid Viena           | 62   | 36 | 17 | 11 | 8  | 63  | 40 | +23  | Ronda de play-off de la Liga Europa           |
| 3    | Grödig                | 54   | 36 | 15 | 9  | 12 | 68  | 71 | −3   | Segunda ronda de la Liga Europa               |
| 4    | Austria Viena         | 53   | 36 | 14 | 11 | 11 | 58  | 44 | +14  |                                               |
| 5    | Sturm Graz            | 48   | 36 | 13 | 9  | 14 | 55  | 55 | 0    |                                               |
| 6    | Ried                  | 43   | 36 | 10 | 13 | 13 | 55  | 66 | −11  |                                               |
| 7    | Wolfsberger           | 41   | 36 | 11 | 8  | 17 | 50  | 63 | −13  |                                               |
| 8    | Wiener                | 39   | 36 | 10 | 9  | 17 | 43  | 84 | −41  |                                               |
| 9    | Admira                | 37   | 36 | 11 | 9  | 16 | 51  | 67 | −16  |                                               |
| 10   | Wacker InnsbrucK      | 29   | 36 | 5  | 14 | 17 | 42  | 70 | −28  | Descenso a la Primera Liga de Austria 2014-15 |

Actualizado a los partidos jugados el 12 de mayo de 2014.
 Fuente: Soccerway
Notas:
1. ↑  Admira se le dedujeron 8 puntos debido a violaciones de los requisitos y regulaciones de licencias. Después de una apelación, se cambió a cinco puntos.

## Resultados
| Local \ Visitante | ADM | AUS | GRÖ | RAP | RBS | RIE | STU | WAC | WIE | WOL |
| ----------------- | --- | --- | --- | --- | --- | --- | --- | --- | --- | --- |
| Admira            | —   | 1–0 | 0–4 | 2–0 | 3–1 | 1–4 | 1–1 | 1–2 | 0–3 | 3–0 |
| Austria Viena     | 2–0 | —   | 2–3 | 0–1 | 1–2 | 3–3 | 3–2 | 1–1 | 5–0 | 1–0 |
| Grödig            | 7–1 | 1–0 | —   | 2–2 | 0–3 | 0–0 | 0–1 | 3–3 | 3–6 | 4–3 |
| Rapid Viena       | 4–2 | 0–0 | 0–1 | —   | 2–1 | 2–0 | 2–2 | 3–0 | 4–0 | 2–4 |
| Red Bull Salzburg | 1–0 | 5–1 | 4–1 | 1–1 | —   | 4–0 | 1–0 | 6–0 | 8–1 | 2–2 |
| Ried              | 2–2 | 1–1 | 4–2 | 2–0 | 0–5 | —   | 3–0 | 4–0 | 1–1 | 1–0 |
| Sturm Graz        | 0–2 | 1–2 | 0–2 | 2–4 | 1–1 | 2–0 | —   | 1–0 | 2–3 | 4–1 |
| Wacker InnsbrucK  | 3–3 | 0–5 | 5–3 | 0–4 | 1–1 | 2–3 | 2–2 | —   | 4–0 | 1–2 |
| Wiener            | 1–0 | 0–3 | 0–2 | 0–0 | 1–5 | 3–3 | 1–3 | 1–1 | —   | 2–1 |
| Wolfsberger       | 3–1 | 1–4 | 1–1 | 2–2 | 1–2 | 1–1 | 2–1 | 1–1 | 1–1 | —   |

| Local \ Visitante | ADM | AUS | GRÖ | RAP | RBS | RIE | STU | WAC | WIE | WOL |
| ----------------- | --- | --- | --- | --- | --- | --- | --- | --- | --- | --- |
| Admira            | —   | 0–1 | 4–0 | 2–1 | 2–3 | 2–2 | 1–1 | 3–0 | 3–0 | 1–0 |
| Austria Viena     | 2–2 | —   | 2–0 | 0–1 | 3–0 | 1–1 | 1–2 | 2–1 | 1–1 | 3–1 |
| Grödig            | 2–1 | 2–1 | —   | 2–2 | 1–3 | 3–0 | 0–6 | 1–1 | 1–2 | 3–0 |
| Rapid Viena       | 0–0 | 3–1 | 0–0 | —   | 2–1 | 1–0 | 2–0 | 2–0 | 0–0 | 3–0 |
| Red Bull Salzburg | 6–1 | 4–0 | 6–0 | 6–3 | —   | 4–0 | 1–2 | 0–0 | 5–0 | 5–0 |
| Ried              | 3–0 | 2–2 | 1–4 | 2–5 | 1–3 | —   | 2–2 | 1–2 | 2–1 | 1–3 |
| Sturm Graz        | 1–1 | 1–1 | 2–2 | 2–0 | 1–4 | 2–1 | —   | 3–1 | 1–2 | 1–4 |
| Wacker InnsbrucK  | 0–0 | 1–1 | 3–3 | 1–1 | 0–1 | 1–1 | 0–1 | —   | 3–1 | 0–1 |
| Wiener            | 5–2 | 0–2 | 1–3 | 0–3 | 1–5 | 1–1 | 2–1 | 1–0 | —   | 1–1 |
| Wolfsberger       | 2–3 | 0–0 | 1–2 | 2–1 | 2–0 | 0–2 | 0–1 | 3–2 | 4–0 | —   |

## Máximos goleadores
| Pos. | Jugador           | Club              | Goles |
| ---- | ----------------- | ----------------- | ----- |
| 1    | Jonathan Soriano  | Red Bull Salzburg | 31    |
| 2    | Alan              | Red Bull Salzburg | 26    |
| 3    | Terrence Boyd     | Rapid Viena       | 15    |
| 3    | René Gartler      | Ried              | 15    |
| 3    | Philipp Zulechner | Grödig            | 15    |
| 6    | Philipp Hosiner   | Austria Viena     | 14    |
| 7    | Lukas Hinterseer  | Wacker InnsbrucK  | 13    |
| 7    | Sadio Mané        | Red Bull Salzburg | 13    |
| 9    | Guido Burgstaller | Rapid Wien        | 11    |
| 9    | Michael Liendl    | Wolfsberger       | 11    |